# ماريو كفسيتش
ماريو كفسيتش (بالبوسنوية: Mario Kvesić)‏ هو لاعب كرة قدم بوسني في مركز الوسط، ولد في 12 يناير 1992 في شيروكي برييغ في البوسنة والهرسك. شارك مع منتخب البوسنة والهرسك تحت 17 سنة لكرة القدم ومنتخب البوسنة والهرسك تحت 19 سنة لكرة القدم ومنتخب البوسنة والهرسك تحت 21 سنة لكرة القدم. أما مع النوادي، فقد لعب مع إرتسغيبيرغه آوه ونادي رادنيتشكي سبليت ونادي شيروكي برييغ.

## وصلات خارجية
- ماريو كفسيتش على موقع الاتحاد الأوربي (الإنجليزية)
- ماريو كفسيتش على موقع دوري كوريا الجنوبية (الإنجليزية)
- ماريو كفسيتش على موقع قاعدة بيانات كرة القدم.إي يو (الإنجليزية)
- ماريو كفسيتش على موقع Soccerway.com (الإنجليزية)
- ماريو كفسيتش على موقع عالم كرة القدم.نت (الإنجليزية)